# Parviz Nikkhah
Parviz Nikkhah (Teheran, aprile 1939 – Teheran, 13 marzo 1979) è stato un politico iraniano, membro di spicco della Confederazione degli studenti iraniani, ucciso dal neo-insediato regime islamico.

## Biografia
Dopo quattro anni di studi di fisica, Parviz Nikkhah si laureò all'Università di Manchester. Durante questo periodo universitario divenne punto di riferimento indiscusso degli studenti iraniani all'estero, essendo il relatore principale sia al 2º Congresso della CSI a Londra (1961) sia al 3º Congresso della CSI a Parigi (1962).
Entrò in rotta con la linea ideologica del partito Tudeh e divenne un membro della neonata "Organizzazione rivoluzionaria del partito Tudeh" (ROTP), un gruppo maoista avverso al "corso revisionista" dell'Unione Sovietica. Lo scopo del gruppo era quello di portare la lotta armata in Iran e di organizzare una rivolta contadina seguendo le orme della rivoluzione comunista cinese. Nel 1964, Parviz Nikkhah fu uno dei primi a dichiararsi pronto a tornare in Iran a "guidare le masse nella lotta rivoluzionaria contro il regime dello Shah".

## Morte
In seguito alla rivoluzione islamica, Nikkhah venne arrestato da uomini armati nella sua casa, alla presenza di sua moglie e dei figli. Il processo fu molto breve (complessivamente tre giorni). Secondo il rapporto di Amnesty International, Nikkhah venne accusato di "corruzione sulla terra". Il rapporto rilevò che il Nikkhah fu l'autore di una lettera che calunniava l'ayatollah Khomeini, pubblicata sul quotidiano Ettela'at nel gennaio 1978.I l processo non venne considerato equo. L'esecuzione si tenne il 13 marzo.